# Lucy Ford: The Atmosphere EP's
Lucy Ford: The Atmosphere EP's è una compilation del gruppo musicale hip hop statunitense Atmosphere, pubblicata nel 2001.
Per la rivista britannica Fact è uno dei migliori album indie hip hop di sempre.
| Recensione       | Giudizio   |
| ---------------- | ---------- |
| AllMusic         | [ 1 ]      |
| The A.V. Club    | favorevole |
| Spin             | [ 4 ]      |
| Pitchfork        | [ 5 ]      |
| Robert Christgau | A-         |

## Tracce
Musiche di Ant (tracce 1-8, 10-11 e 14), Jel (traccia 9, 12-13),	Moodswing9 (traccia 15), El-P (traccia 16).
1. Between the Lines – 5:19
2. Like Today – 4:02
3. Tears for the Sheep – 2:51
4. Guns and Cigarettes – 4:21
5. Don't Ever Fucking Question That – 4:17
6. It Goes – 4:27
7. If I Was Santa Claus – 3:50
8. Aspiring Sociopath – 5:24
9. Free or Dead – 4:46
10. Party for the Fight to Write – 3:53
11. Mama Had a Baby and His Head Popped Off – 4:24
12. They're All Gonna Laugh @ You – 2:04
13. Lost and Found – 4:39
14. The Woman with the Tattooed Hands – 3:30
15. Nothing but Sunshine – 5:10
16. Homecoming (featuring El-P; traccia nascosta) – 4:38